# Constança d'Antioquia
Constança d'Antioquia (1127 † 1163), princesa d'Antioquia, filla de Bohemon II d'Antioquia i d'Alix de Jerusalem.
- Casada en primeres noces (1136) amb Ramon de Poitiers († 1149) que tenia 25 anys més que ella, amb el que va tenir :
  - Bohemon III d'Antioquia († 1201), príncep d'Antioquia
  - Maria (1145 † 1182), casada l'any 1161 a l'emperador Manuel I comnè († 1180).
  - Philippa (v.1148 † 1178), casada a Onfroy II de Toron († 1179).
  - Balduí d'Antioquia († 1179), mort durant la batalla de Myriokephalon
  - Ramon d'Antioquia († abans 1181)

- Casada en segones noces (1153) amb Reinald de Châtillon (1120 † 1187), va tenir dos altres fills :
  - Agnès de Châtillon († 1184), casada a Béla III, rei d'Hongria.
  - Joana de Châtillon († abans maig 1204)